# 203 ق م
203 ق م أو 203 قبل الميلاد هي سنة من العقد 20 ق م في التقويم اليولياني البروليبتي (التقويم الميلادي). تسبقها سنة 204 ق م وتليها سنة 202 ق م.

## أحداث

### قرطاج
- معركة يوتيكا
- معركة السهول الكبرى - الجنرال الروماني بوبليوس كورنيليوس سكيبيو الأصلع، وأثناء المفاوضات مع القرطاجيين في أوتيكا، يشن هجوما مفاجئا على معسكر في القرطاجيين ويدمره. ثم يكتسح القوات التي كان القرطاجيون وحلفاؤهم النوميديون يحاولون حشدها في منطقة السهول الكبرى قرب أعالي نهر بغراداس (في تونس الحالية)، ويسحق ذلك الجيش في معركة السهول الكبرى. ويستطيع صيفاقس ملك النوميديين وصدربعل جيسكو القائد القرطاجي الهرب بشكل منفصل.
- معركة سيرتا - الجنرال الروماني غايوس لايلوس وحليف روما النوميدي ماسينيسا، يطاردون صيفاقس في اتجاه سيرتا عاصمة النوميديين. ويُأسر صيفاقس أثناء المطاردة بعدما أسقطه حصانه المصاب بجروح بالغة. ويُذهب به إلى سكيبيو الأفريقي ويصبح سجينا لروما، ويموت في المدينة الرومانية ألبا فوسينس لاحقا في خلال هذا العام.
- ماسينيسا يتوج ملكا لكل من قبائل ماسيليا وماساسيليا في نوميديا ويظل حليفا للرومان.
- صدربعل جيسكو يقنع القرطاجيين لحشد جيش جديد وإرساله إلى حنبعل ليعود إلى الوطن من إيطاليا. ويغادر حنبعل إيطاليا نهائيا ويعود إلى قرطاجة.
- معركة وادي بو - الجنرال القرطاجي ماغو برقة يُهوم ويُجرح على يد الرومان في معركة في منطقة غاليا كيسالبينا. ويموت متأثرا بجراحه في طريق عودته إلى قرطاج.
- إعلان هدنة تمهيدية بين قرطاج وروما وقيوش قرطاج تقبل بشروط سكيبيو القاسية. ورغم ذلك، وفي طريق عودته إلى قرطاج، يركز حنبعل بقايا القوات القرطاجية في هادروميتوم (سوسة حاليا في تونس) ويعدهم لمعركة.

## وفيات
- ماجو برقة – جنرال قرطاجي خلال الحرب البونيقية الثانية ضد روما، رافق أخيه حنبعل في غزوه لإيطاليا (ولد على 243 ق م).
- صفنبعل
- فابيوس ماكسيموس – جنرال روماني ورجل دولة، اشتهر بلقب «المؤجِّل» بسبب تكتيكاته العسكرية في التأجيل وذلك خلال الحرب البونيقية الثانية، والتي ساهمت في منح روما وقتا لاستعادة قوتها وأخذ زمام الهجوم ضد الجيش القرطاجي الغازي بقيادة حنبعل.
- صيفاقس – ملك نوميدي تحالف مع القرطاجيين خلال الحرب البونيقية الثانية ضد روما.

## كتب
- Yves Denis Papin (1998). Chronologie de l'histoire ancienne. Lieu de publication non identifié: Éditions Jean-paul Gisserot. ISBN:2-87747-346-5. OCLC:40746926. مؤرشف من الأصل في 2022-03-16.
- أحمد محمد عوف (2000)، موسوعة حضارة العالم، QID:Q12246226

## وصلات خارجية
- صفحة السنة على موقع onthisday.com
- سنة 203 ق م على موقع المكتبة الوطنية الفرنسية